# Chapelle Saint-Pierre de Boulogne-Billancourt
La chapelle Saint-Pierre de Boulogne-Billancourt est un lieu de culte catholique de la commune de  Boulogne-Billancourt. Elle dépend du diocèse de Nanterre et du doyenné de Boulogne. Elle est située au 59, rue du Point-du-Jour.

## Historique
En 1929, pour y édifier cette chapelle, l’Association Diocésaine acquiert un terrain qui s'étend jusqu'à l'angle de la rue du Fief. La construction en est entreprise en 1933 par l'architecte Charles Venner. Cette chapelle a été démolie et remplacée par l'édifice évoqué au paragraphe suivant.

## Description
C'est un édifice construit en béton armé, orienté vers l’ouest.

## Paroisse
Cette chapelle est administrée par la paroisse de l'église de l'Immaculée-Conception.
Elle a actuellement pour vocation de permettre aux jeunes de vivre un éveil spirituel à l’aide de la musique,.